# Здание Правительства Воронежской области
Здание Правительства Воронежской области (ранее Дом Советов и Здание администрации Воронежской области) — административное здание в Воронеже, в котором размещается Правительство Воронежской области. Расположено по адресу Площадь Ленина, 1.
Дом Советов был построен в ходе послевоенного восстановления Воронежа в 1953—1959 годах. По первоначальному проекту академика архитектуры Л. В. Руднева и архитектора В. Е. Асса здание должно было быть увенчано двухъярусной башней в стиле сталинских высоток. Проект был изменён уже в ходе строительства: после начала борьбы с «архитектурными излишествами» в 1955 году новый проект здания выполнил воронежский архитектор А. В. Миронов. Ему удалось сохранить монументальность здания и сомасштабность с размерами площади и другими зданиями на ней.

## История

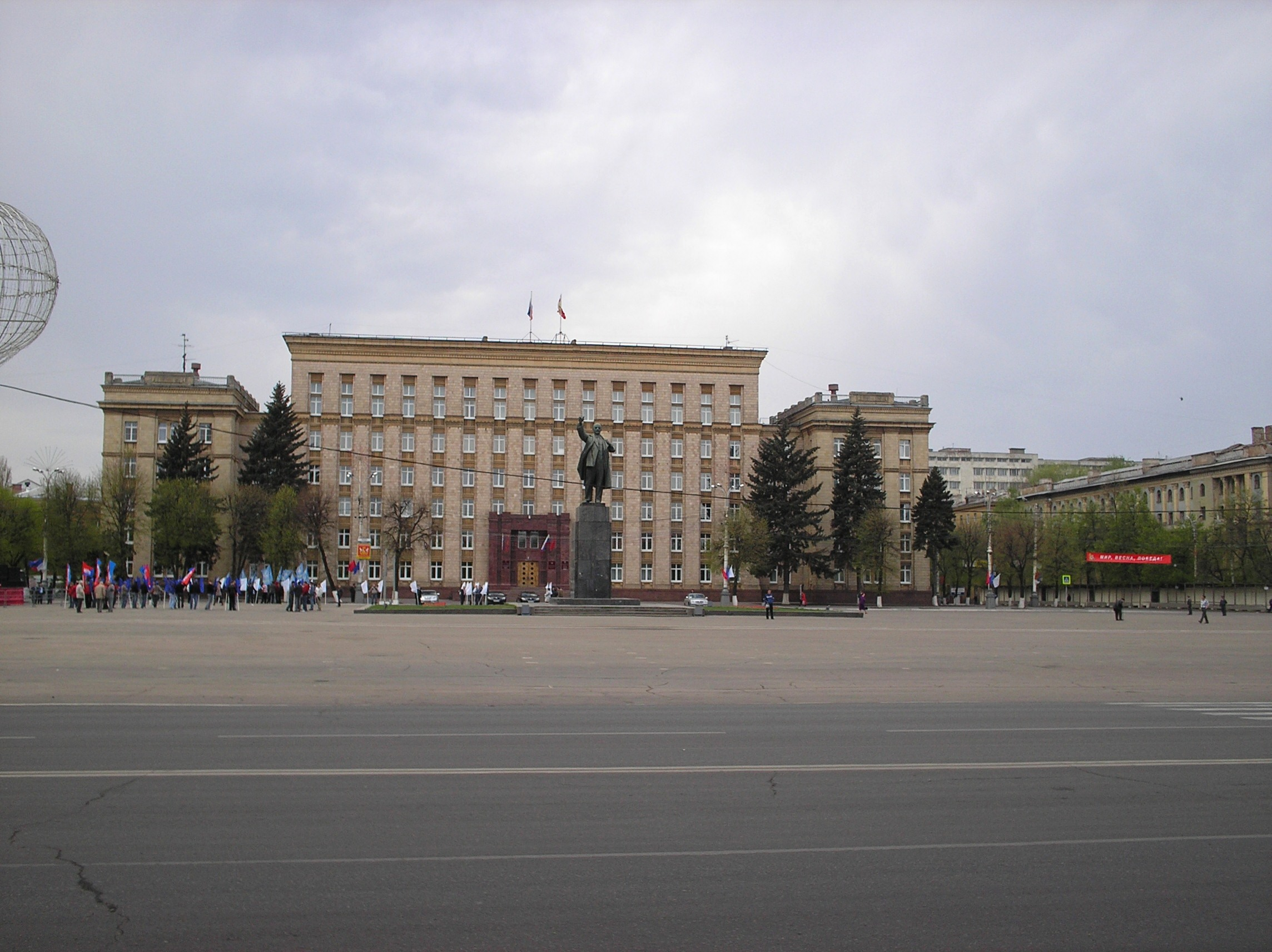
Вид от Кольцовского сквера

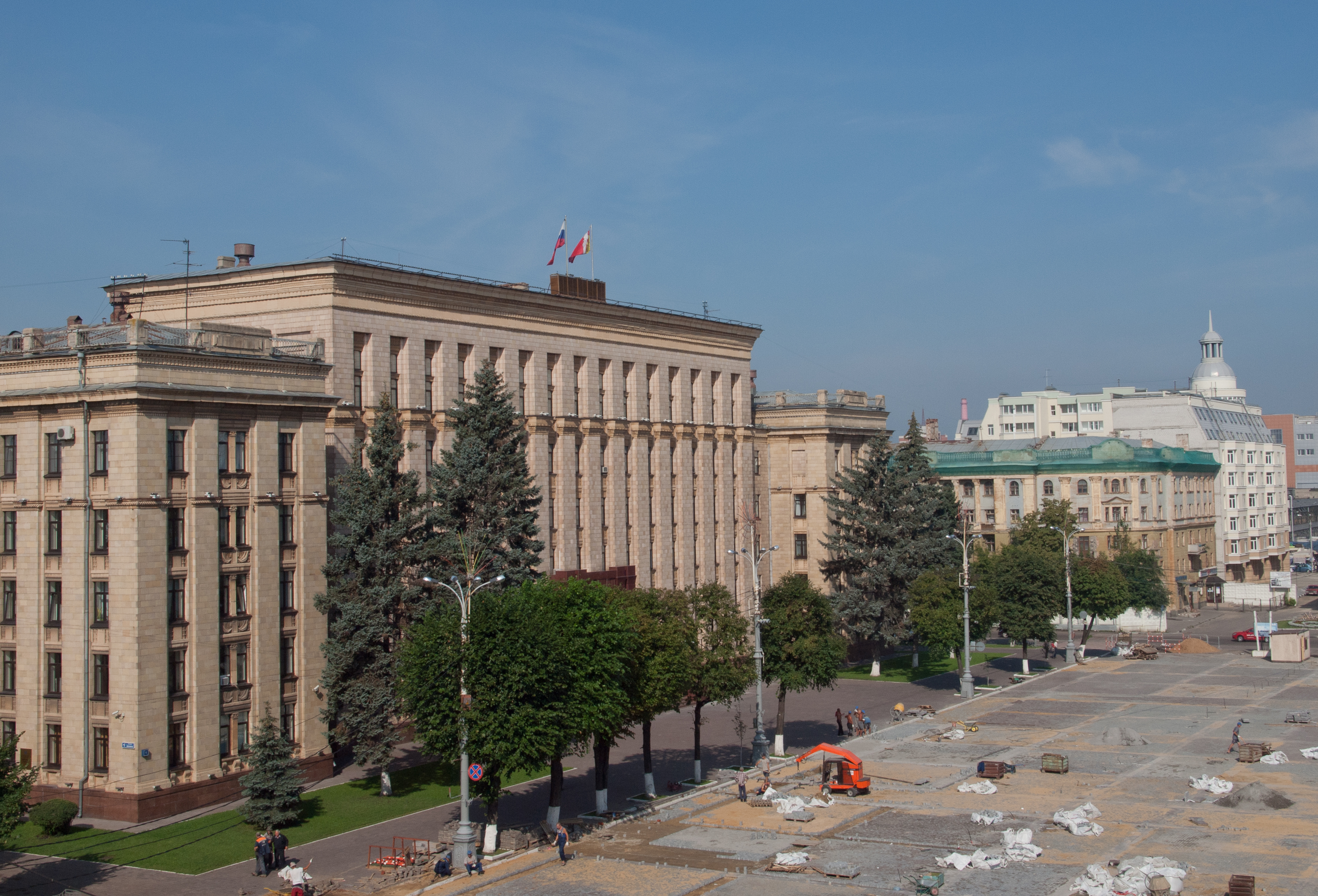
Вид сбоку на главный фасад

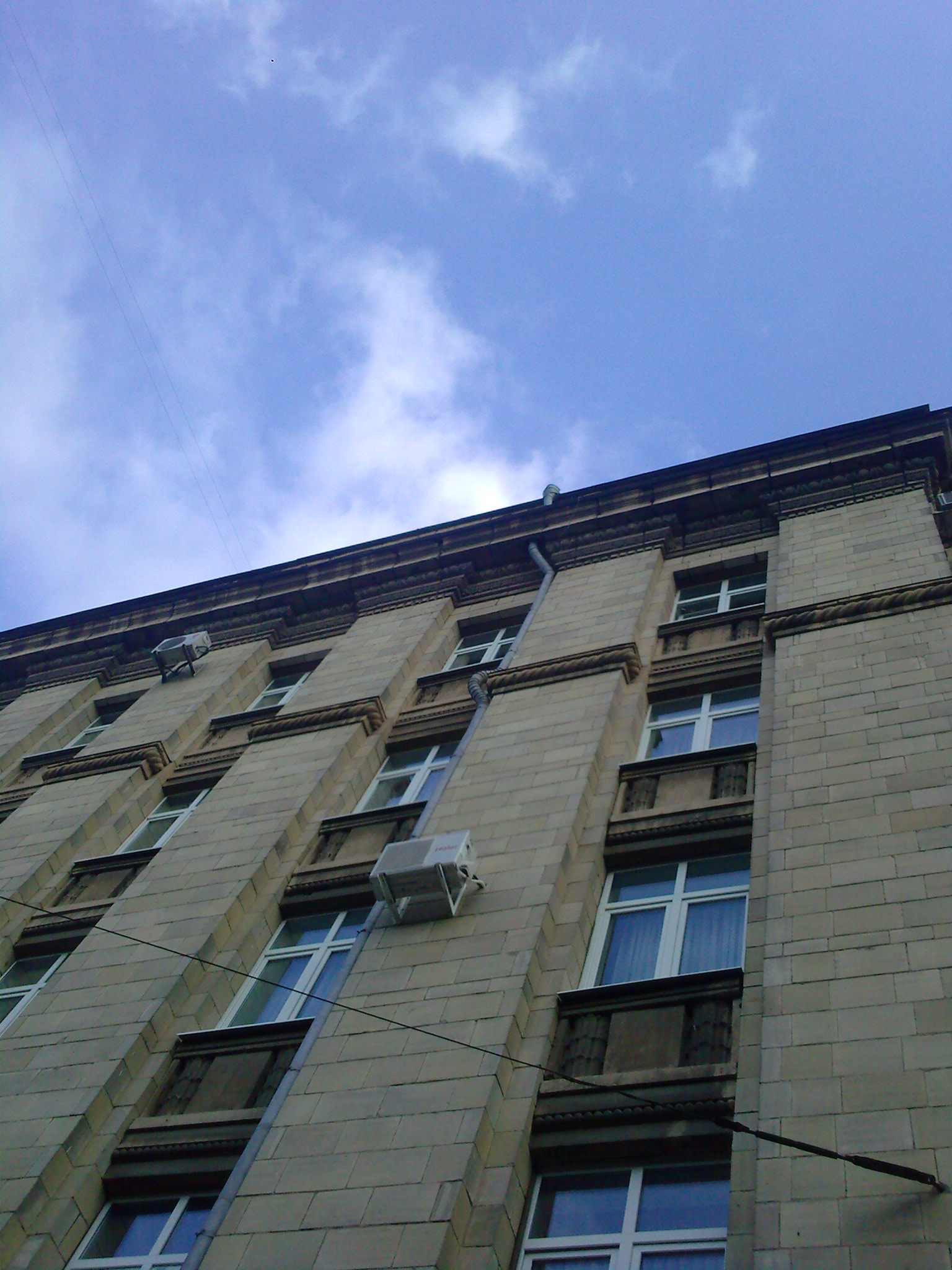
Стена здания

Площадь Ленина, на которой расположен Дом Советов, является одной из старейших площадей Воронежа. Она появилась в 70-е годы XVIII века и называлась Конной, поскольку на ней торговали лошадьми. Позднее площадь была переименована в Старо-Конную.
В 1935 году главной площадью Воронежа решено было сделать Старо-Конную площадь, которая в начале 30-х годов была расширена, благоустроена и переименована в площадь XX-летия Октября. Там же было запроектировано и главное здание города — здание обкома и облисполкома (Дом Советов). В результате конкурса был принят проект архитектора А. И. Попова-Шамана. Здание имело черты как конструктивизма (сочетание стены и больших остеклённых поверхностей), так и модернизированного классицизма. В центре находился монументальный портик, а по бокам — ризалиты. 
Перед ним 24 октября 1939 года, на двадцатую годовщину освобождения Воронежа от «белых», был торжественно заложен памятник В. И. Ленину. Он открылся 7 ноября 1940 года. Автор — известный московский скульптор Н. В. Томский. Во время оккупации Воронежа в годы Великой Отечественной войны немецкие солдаты сняли и увезли скульптуру. После освобождения города пьедестал более года пустовал, пока на него не поставили временную скульптуру работы С. Д. Меркурова из бетона. 22 апреля 1950 года скульптура Томского снова была поставлена на постамент. 
В 1943 году здание обкома и облисполкома было взорвано отступающими из города немецко-фашистскими солдатами. В ходе послевоенного восстановления площадь было решено реконструировать в соответствии с проектом реконструкции центра города академика архитектуры Л. В. Руднева. К старой части площади был присоединён перепланированный Кольцовский сквер. Новое здание для обкома и облисполкома было запланировано неподалёку от старого. По первоначальному проекту Л. В. Руднева и архитектора В. Е. Асса средняя 14-этажная часть Дома Советов должна была подниматься вверх двумя уменьшающимися в объёме ярусами, а выше находилась декоративная надстройка со шпилем и звездой на высоте 103 м. В плане башня имела квадратную конфигурация, а её трёхступенчатое построение подчиняло себе окружающие объёмы всего здания. Боковые крылья были запроектированы пяти- и шестиэтажными. Большой зал собраний решался в виде амфитеатра с тыльной части здания, рядом с которым должен был располагаться ещё один вход, устроены сквер и автостоянка. Облицевать здание, как и в Москве, планировалось керамическими блоками жёлто-белой расцветки.
Строительство началось в 1953 году. После выхода в ноябре 1955 года постановления «Об устранении излишеств в проектировании и строительстве» авторам было предложено убрать башню из композиции здания и переработать проект. Это требование Л. В. Руднев решительно отверг, так как тогда бы рушилась вся спланированная им система городских вертикалей, в которой важную роль занимала башня Дома Советов. После этого проектирование было передано архитекторам А. В. Миронову, Н. Я. Неведрову и Н. В. Александрову, которые представили свои варианты. В 1956 году в ходе обсуждения был единогласно принят проект А. В. Миронова, в котором удалось сохранить монументальность здания и сомасштабность с площадью и другими зданиями  на ней. Однако и в этот проект были внесены изменения, выразившиеся в понижении этажности с 8 до 6 этажей и отказе от венчающей части в виде парапета с гербом.
После распада СССР здание занял исполнительный орган власти Воронежской области (ныне — Правительство Воронежской области). На данный момент в здании размещены Аппарат губернатора и правительства; департаменты жилищно-коммунального хозяйства и энергетики, здравоохранения, по развитию муниципальных образований, природных ресурсов и экологии, связи и массовых коммуникаций, строительной политики, экономического развития; управления архитектуры и градостроительства, делами; государственная жилищная инспекция, инспекция государственного и строительного надзора и представительство Воронежской области при федеральных органах государственной власти Российской Федерации.

## Архитектура
Хотя здание рассчитано на восприятие со всех сторон, наиболее парадно решён его главный фасад, обращённый в сторону Кольцовского сквера. Средняя часть здания — шестиэтажная, и в отличие от проектов, её не венчает ни планировавшаяся Рудневым башня, ни прямоугольный парапет с гербом по оси по проекту Миронова. Боковые корпуса Дома Советов несколько вытянуты в сторону площади, в результате чего угловые части более активно выделяются на фасаде. Главный вход сделан в виде высокого портала, а перед ним — широкая гранитная лестница. В 1983 году по проекту архитектора А. Б. Поплавского все входные порталы были облицованы гранитом. 
В плане здание представляет собой прямоугольник с внутренним двором. В тыловой части здания размещён зал конференций, корпус которого замыкает пространство внутреннего двора. Здание облицовано светло-жёлтыми керамическими блоками и плиткой, а цоколь — розовым гранитом, как и планировалось в первоначальном проекте. Это придаёт Дому Советов схожесть со сталинскими высотками.